# Torneo de Nanchang 2017

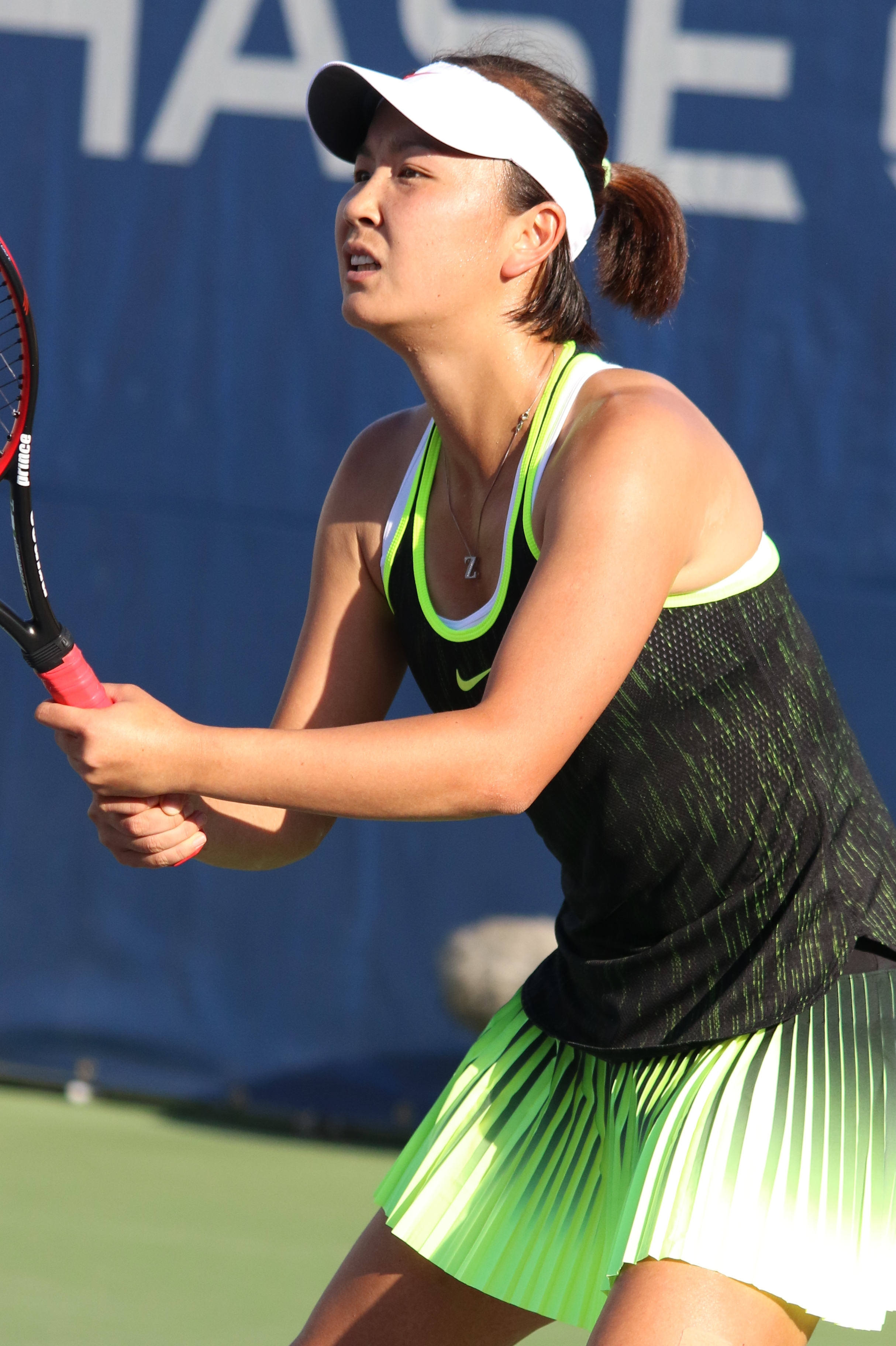
La tenista Peng durante un juego

El Jiangxi International Women's Tennis Open 2017 fue un torneo de tenis profesional jugado en canchas duras. Se llevó a cabo en Nanchang, China, entre el 24 y el 30 de julio de 2017.

## Cabezas de serie

### Individuales femenino
| Tenista           | Ranking | Preclasificada |
| Zhang Shuai       | 28      | 1              |
| Peng Shuai        | 30      | 2              |
| Kristýna Plíšková | 41      | 3              |
| Wang Qiang        | 51      | 4              |
| Duan Yingying     | 63      | 5              |
| Jelena Janković   | 70      | 6              |
| Zheng Saisai      | 71      | 7              |
| Risa Ozaki        | 77      | 8              |

- Ranking del 17 de julio de 2017.

### Dobles femenino
| Tenista                           | Ranking | Preclasificada |
| Nao Hibino Miyu Kato              | 82      | 1              |
| Shuko Aoyama Chang Kai-chen       | 150     | 2              |
| Makoto Ninomiya Kotomi Takahata   | 169     | 3              |
| Alla Kudryavtseva Arina Rodionova | 182     | 4              |

## Campeonas

### Individuales femeninos
Shuai Peng venció a  Nao Hibino por 6-3, 6-2

### Dobles femenino
Jiang Xinyu /  Tang Qianhui vencieron a  Alla Kudryavtseva /  Arina Rodionova por 6-3, 6-2